# Oxylychna
Oxylychna is een geslacht van vlinders van de familie echte motten (Tineidae).

## Soorten
- O. clinocosma Meyrick, 1919
- O. cosmozona Meyrick, 1919
- O. chilota Meyrick, 1919
- O. euryzona Meyrick, 1920
- O. fungivora Meyrick, 1937
- O. hemiphara (Meyrick, 1893)
- O. leucosticha Meyrick, 1919
- O. ocymorpha (Meyrick, 1893)
- O. phepsalias (Meyrick, 1907)